# Christian Dahl
Torkild Christian Dahl (11. september 1807 i Aarhus – natten mellem 4 og 5. april 1872 på Moesgård) var en dansk politiker og stiftamtmand.
Torkild Christian Dahl var en bror til Carl Bodilius August Dahl. Han dimitteredes fra Aarhus Katedralskole 1827, blev 1834 juridisk kandidat og efter nogle års virksomhed som amts- og herredsfuldmægtig 1837 overretsprokurator ved Viborg Overret. I 1838 købte han sammen med en ven Moesgård (ved Aarhus) med gods og blev i 1844 eneejer af dette smukke herresæde. Allerede tidlig sluttede han sig til det nationalliberale parti, blev 1847 valgt til stænderdeputeret for sædegårdsejerne i Aarhus Stift og mødte i Viborg 1848. I dette bevægede år, hvor en stor del af Jylland var besat af preussiske tropper, var han fra maj til oktober konstitueret amtmand i Skanderborg Amt.
Til den grundlovgivende Rigsforsamling valgtes han i Aarhus Amts 3. kreds, og han var sekretær i grundlovsudvalget, et hverv, som stillede store fordringer til indsigt og arbejdsevne. Også han blev, som andre af grundlovens fædre, straks offer for den demokratiske strømning og faldt igennem i sin kreds ved valget i december 1849, men valgtes endnu i samme måned til første landstingsmand for 9. kreds. uden at være nogen fremragende taler tog han gennem en række sessioner livlig del i det parlamentariske arbejde og sad ligeledes fra 1856 i Rigsrådet. I denne periode havde han tillige adskillige offentlige tillidshverv; han var medlem af den i 1849 nedsatte store landbokommission, i 1851–52 taksationskommissær på statsgodserne, medindbyder til og medbestyrer af Kreditforeningen af jydske Landejendomsbesiddere, fra 1852 meddirektør for Sindssygeanstalten ved Viborg. I oktober 1855 modtog han under Ivar Johan Unsgaard posten som chef for Indenrigsministeriets 2. departement, og i 1858 blev han stiftamtmand i Aarhus, hvormed senere fulgte udnævnelse til kammerherre. 10 år efter måtte han pga. svageligt helbred søge sin afsked, og natten mellem 4. og 5. april 1872 døde han på Moesgård, i hvis park han er begravet. 28. maj 1852 havde han ægtet Eleonore Emilie Andersen (datter af skibskaptajn Andersen), som overlevede ham.
Dahl var en ualmindelig fint dannet mand med mange åndelige interesser. Han var medstifter af det jyske historisk-topografiske selskab (senere Jysk Selskab for Historie) og var nøje fortrolig med fædrelandets litteratur og historie. Ved siden deraf var han praktisk dygtig, en udmærket forretningsmand og en samvittighedsfuld embedsmand. Aarhus skylder ham anlægget af Fredensgade og nogle tilstødende gader, det første skridt fremad til byens hurtige udvidelse.
Dahl blev justitsråd 1854, etatsråd 1856 og kammerherre 1861. Ridder af Dannebrog 1852, Dannebrogsmand 1860 og Kommandør af 1. grad 1866.
Han er portrætteret på Constantin Hansens maleri fra 1860-64 af Den grundlovgivende Rigsforsamling på Frederiksborgmuseet. Studie hertil i Folketinget. Maleri af Constantin Hansen 1863 og posthum kultegning af J. Krarup 1894, begge på Moesgård. Træsnit af C.L. Sandberg 1872 efter et ældre fotografi.